# Catedral de Königsberg
A Catedral de Königsberg (ou, na sua forma portuguesa, de Conisberga) ou Catedral de Kaliningrado (ou, nas suas formas portuguesas, Caliningrado ou Calininegrado) é uma catedral em estilo gótico báltico situado numa ilha do rio Pregel denominada Kneiphof, em Kaliningrado, Rússia.

## História

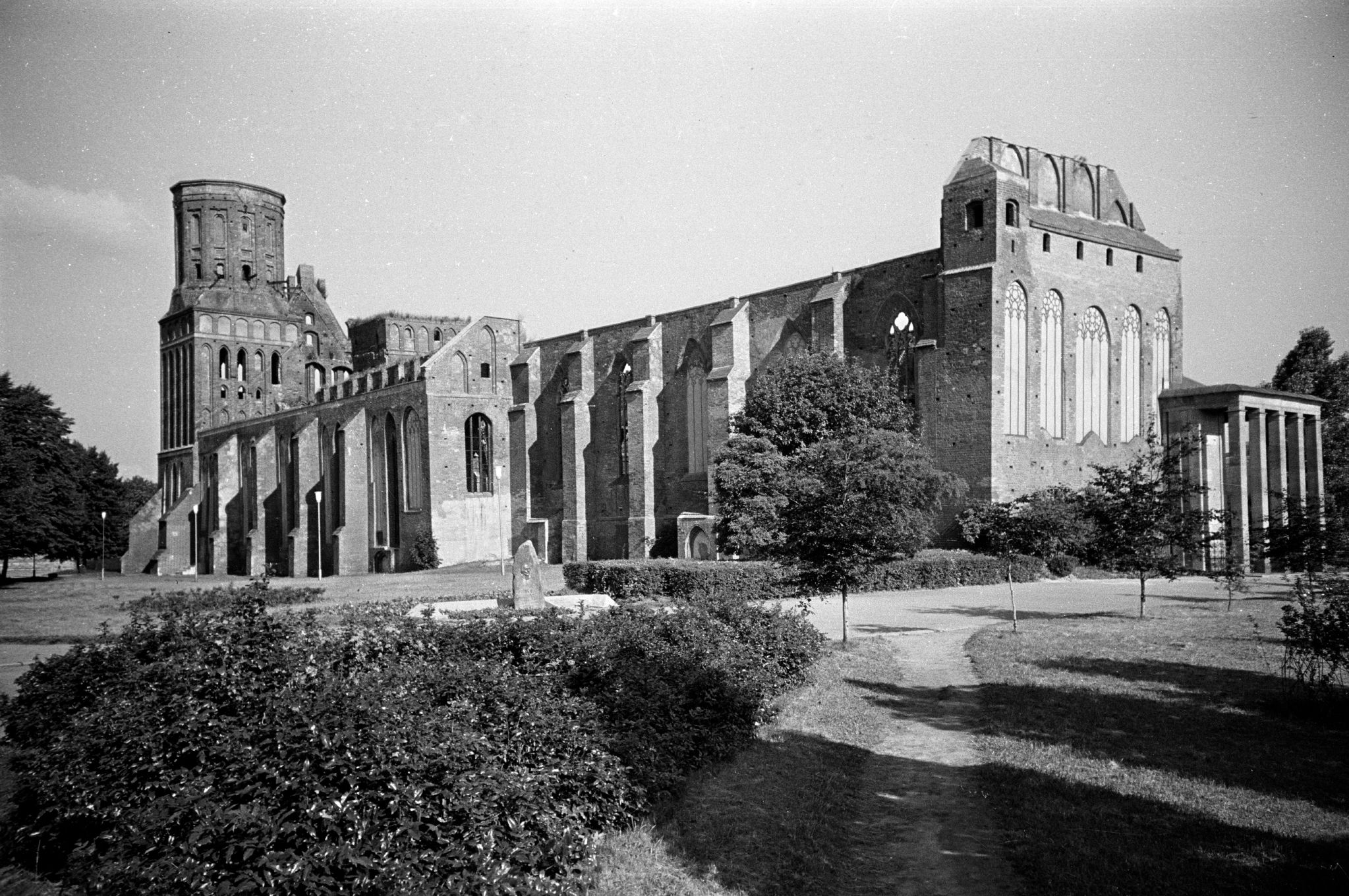
O edifício em 1988

Por iniciativa do bispo de Samland, a antiga catedral de Königsberg foi demolida por ser considerada muito pequena, e os seus materiais foram utilizados na construção de um novo edifício, localizado na ilha Kneiphof. A construção da catedral começou em 1333 e foi concluída em tempo relativamente curto, cerca de cinquenta anos depois, em 1380. Originalmente, a catedral tinha duas torres, mas um incêndio em 1544 destruiu ambas, por isso foi reconstruída apenas uma, a do lado sul. Em 1640 foi montado um relógio na torre reconstruída, e em 1695 a Catedral foi equipada com um órgão. Durante a Segunda Guerra Mundial foi fortemente bombardeada, muito para destruir o obelisco e matar centenas de pessoas que tinham abrigado na mesma. Após a guerra, foi feita uma limpeza de todos os edifícios históricos que estavam na ilha de Kneiphof pelas autoridades soviéticas, e foi mais tarde construído o grande parque que circunda hoje a igreja. A catedral, no entanto, não foi reconstruída, só o campanário foi reconstruído em 1994. No ano seguinte, foi colocado de novo um relógio, e entre 1996 e 1998 foram reconstruídos o teto e as grandes janelas. Hoje a catedral tem duas capelas, uma luterana e uma ortodoxa. O edifício também é usado para espetáculos. Infelizmente quase nada resta da antiga cidade histórica de Königsberg. No entanto, recentemente, as autoridades russas têm considerado a possibilidade de reconstruir fielmente o edifício, pelo menos em parte, para embelezar a cidade.

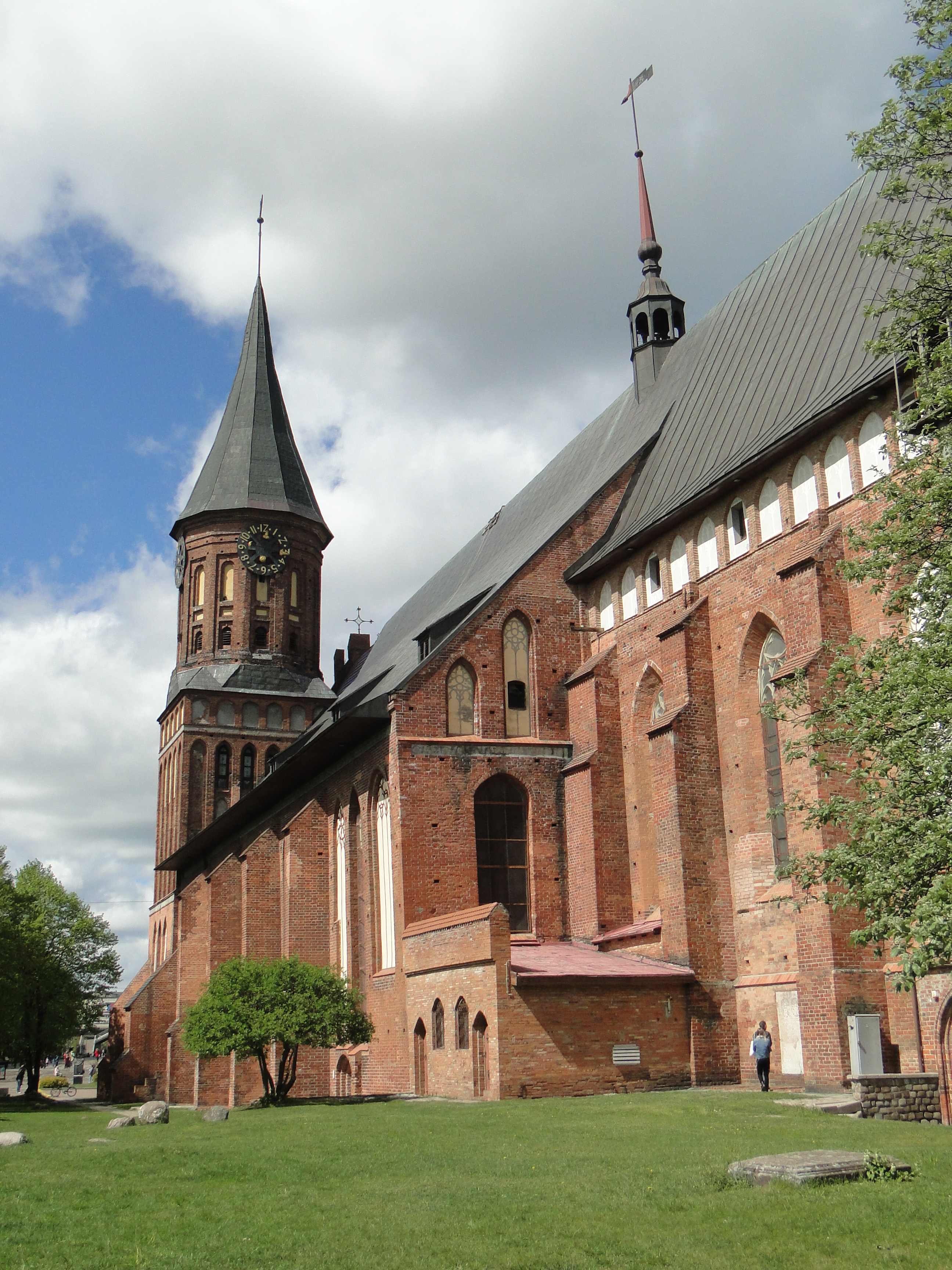
Catedral de Konigsberg (Kaliningrado)
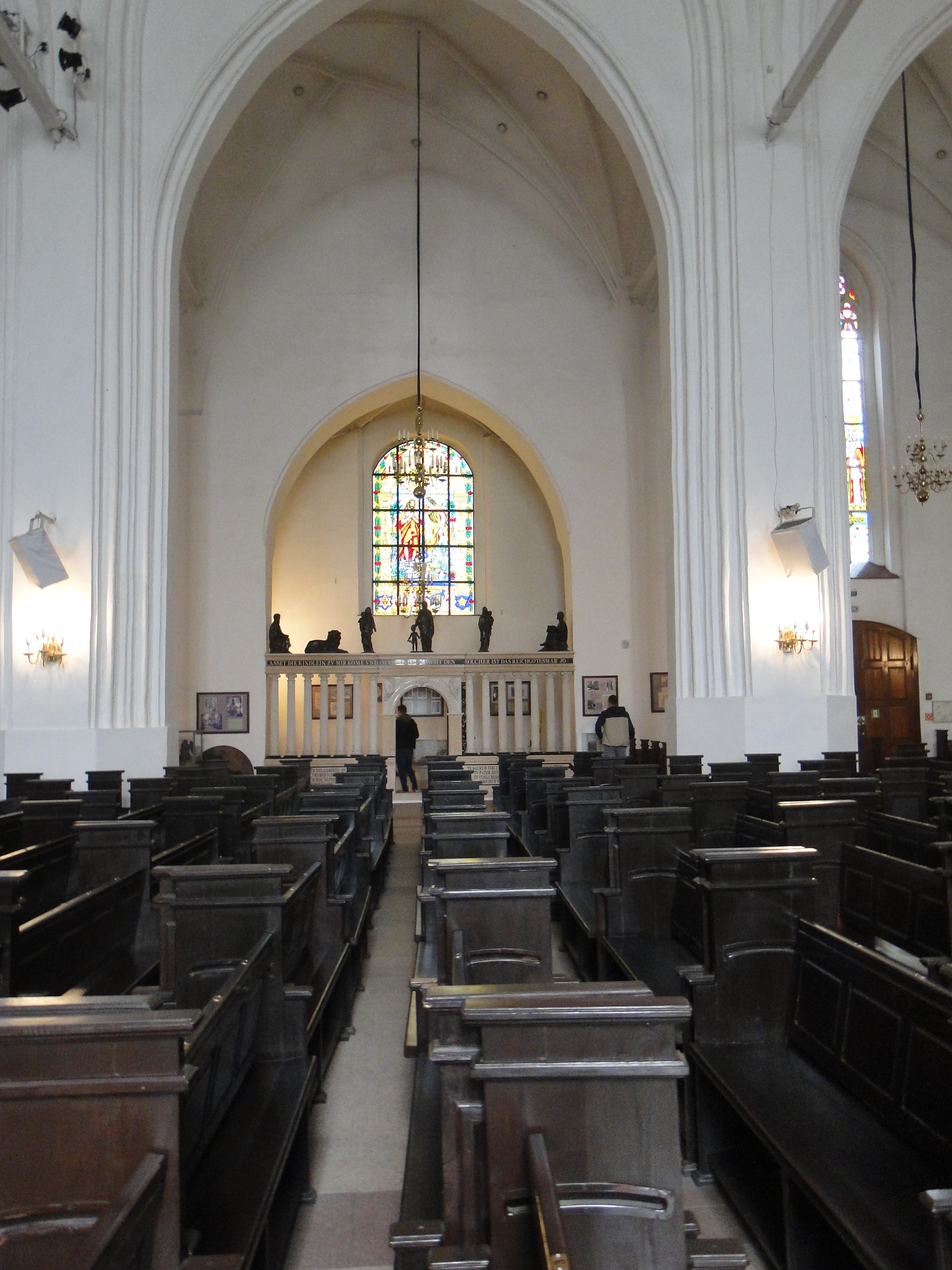
Dentro da catedral
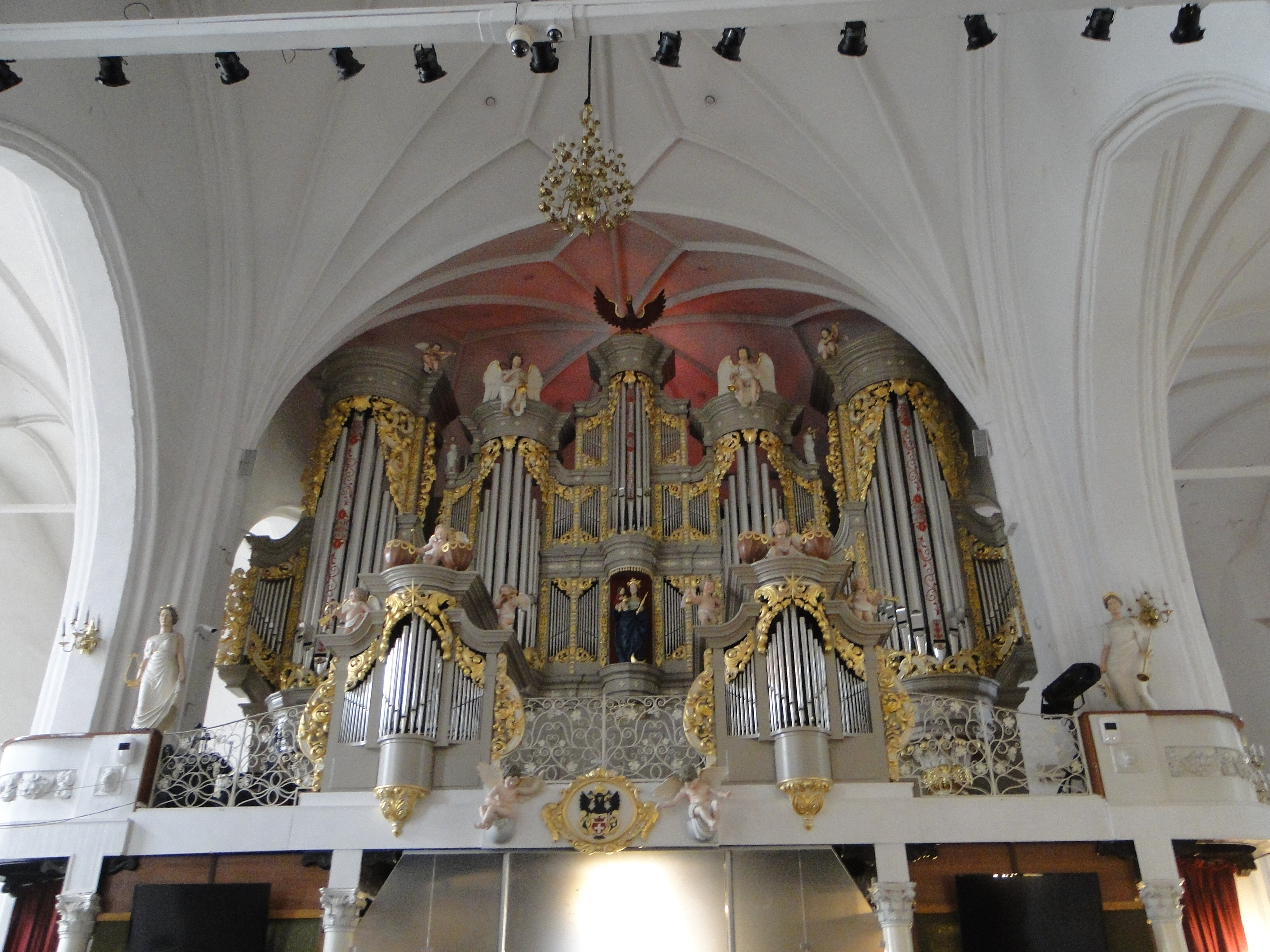
O novo órgão
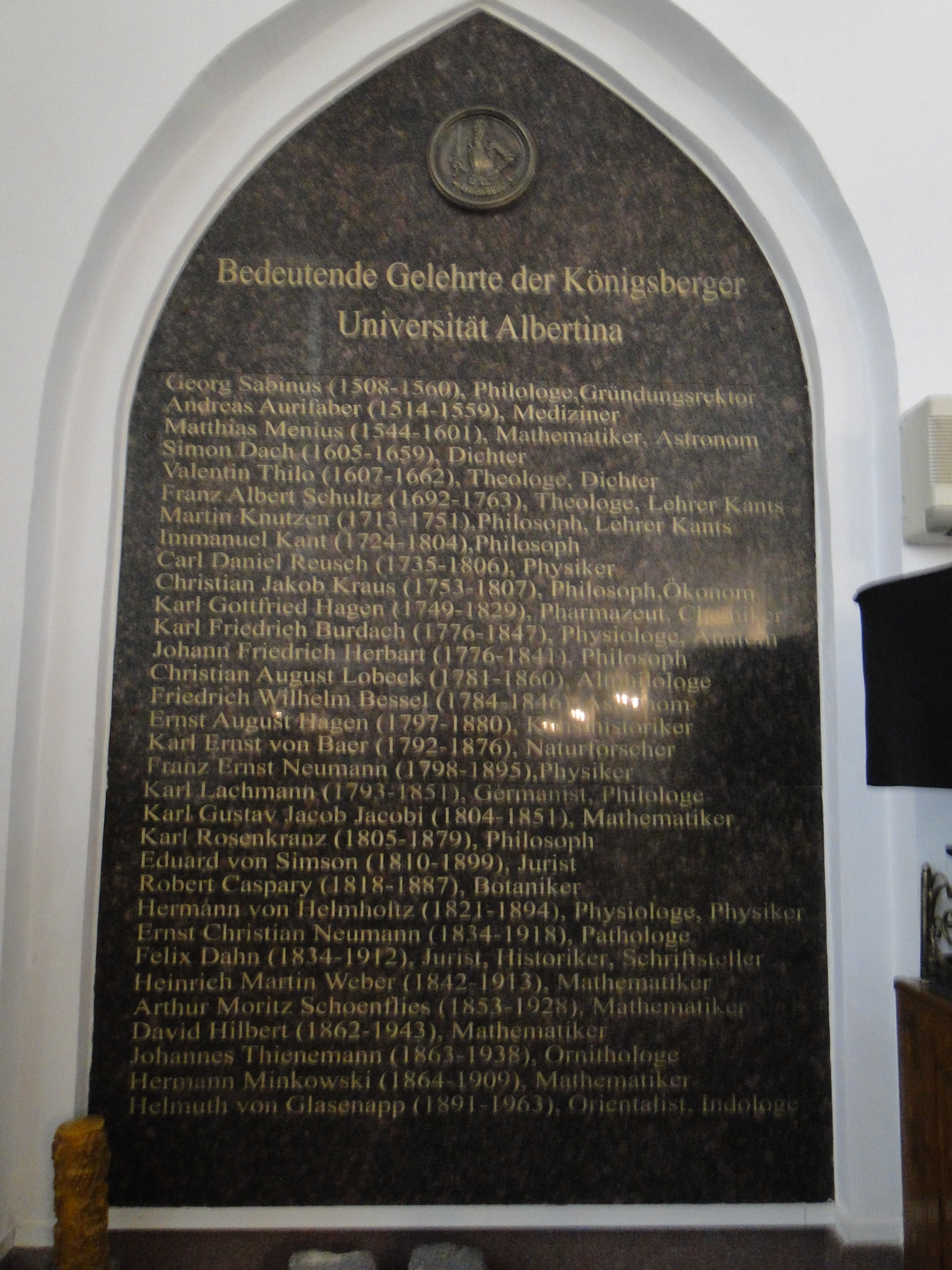
A lista de cientistas destacados da Universidade de Königsberg na catedral
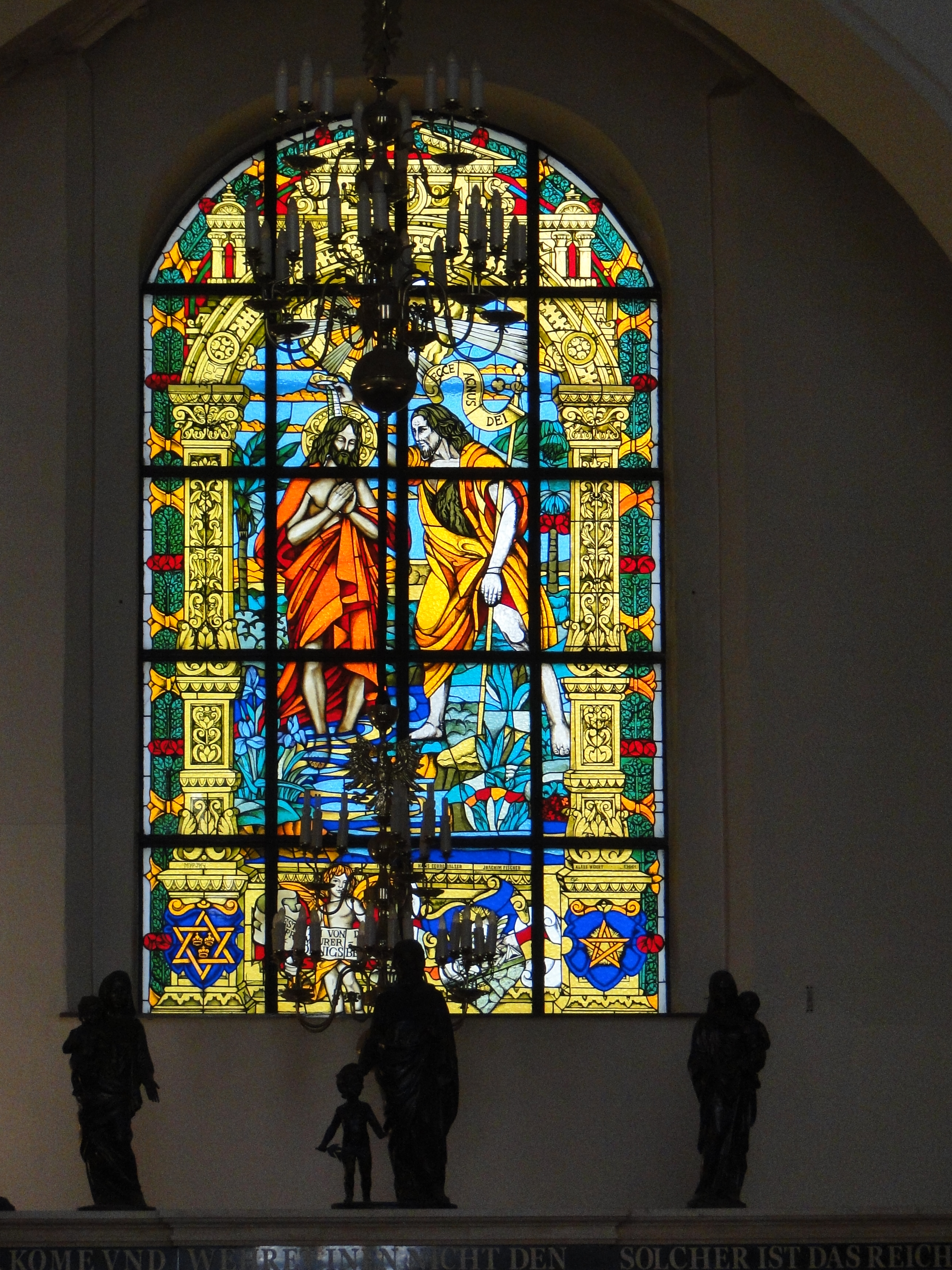
Janela de vidro restaurado

## O túmulo de Kant
O túmulo de Immanuel Kant situa-se neste edifício num pequeno mausoléu no canto nordeste, da autoria do arquiteto Friedrich Lahrs.